# Landry di Nevers

Stemma dei conti di Nevers

Landry (970 – 11 maggio 1028) è stato il primo conte di Nevers (990-1028), figlio o nipote di Bodon Monceaux.

## Biografia
È stato insignito del titolo di conte di Nevers da suo suocero Ottone I nel 990.
Nel 991, gli Annales Nivernaises riferiscono di una battaglia tra il conte e Arcimbaldo di Borbone, probabilmente il visconte de Mâcon.
Alla morte del duca di Borgogna Enrico nel 1002 senza eredi, Landry ereditò il ducato di Borgogna. Si trasferì con la famiglia a Auxerre, ma le truppe di Roberto II e trentamila uomini guidati da Riccardo II lo scacciano dopo appena due anni. Ottenne poi la grazia dal re e suo figlio Renaud si fidanzò con la figlia del re Roberto, che gli portò in dote la contea d'Auxerre.
Landry morì l'11 maggio 1028, come ricordato una lapide conservata nella cattedrale di Auxerre.

## Discendenza
Laundry sposò in seconde nozze Matilde di Borgogna (Saint-Etienne d'Auxerre, 976 – 13 novembre o dicembre 1005), contessa di Nevers, figlia di Ottone I e di Irmentrude Roucy.
Landry ebbe almeno 5 figli:
- Bodon (997 ca. – 1023), conte di Vendôme, sposò Adèle d'Anjou (+ dopo il 1030), figlia di Elisabeth de Vendôme e di Folco III d'Angiò
- Landry Nevers (X - XI secolo), citato in un documento del 1002
- Renaud Ier (1000 - 1040), sposò Alix de France (1003 - 1063) figlia di Roberto II e di Adélaïde d'Aquitaine (945/52 - 1004)
- Guy "Il piccolo di Borgogna" (1004 - 1035), forse sposò Archerada
- Robert de Nevers (1003 - 1034) sposò Matilde, figlia di Gimo. Il loro matrimonio non fu mai consumato e lei divenne suora.